# Cebreros (vino)
Cebreros es una Denominación de Origen Protegida española creada en 2017. Su área geográfica está ubicada al sureste de la provincia de Ávila y tiene una superficie de 1663.16 Km². Viñedos mayoritariamente viejos de garnacha tinta (tinto) y de albillo real (blanco) situados en el sector oriental de la Sierra de Gredos sobre suelos principalmente graníticos.

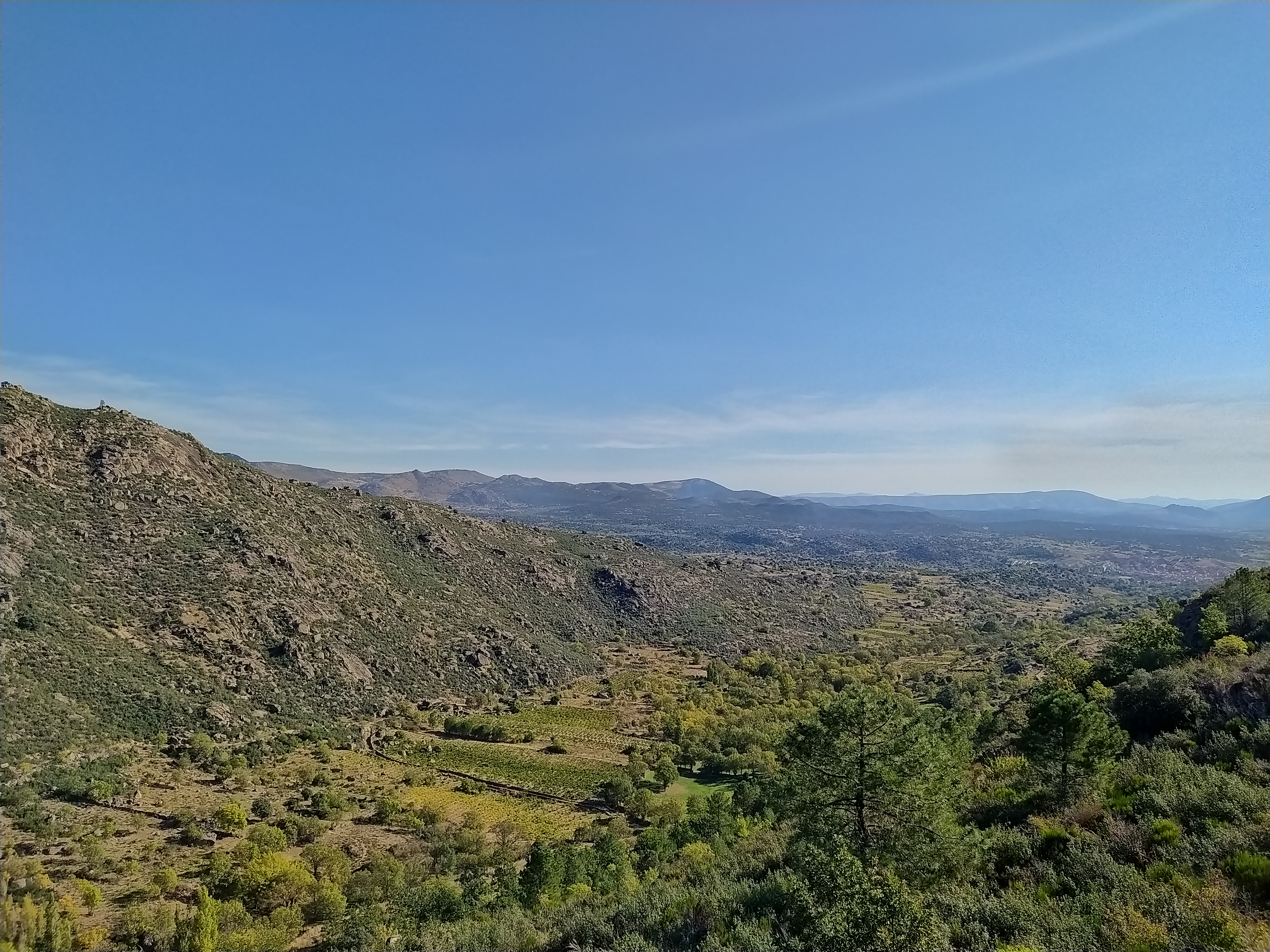
Paraje "El Sotillo" en el Valle del Alberche

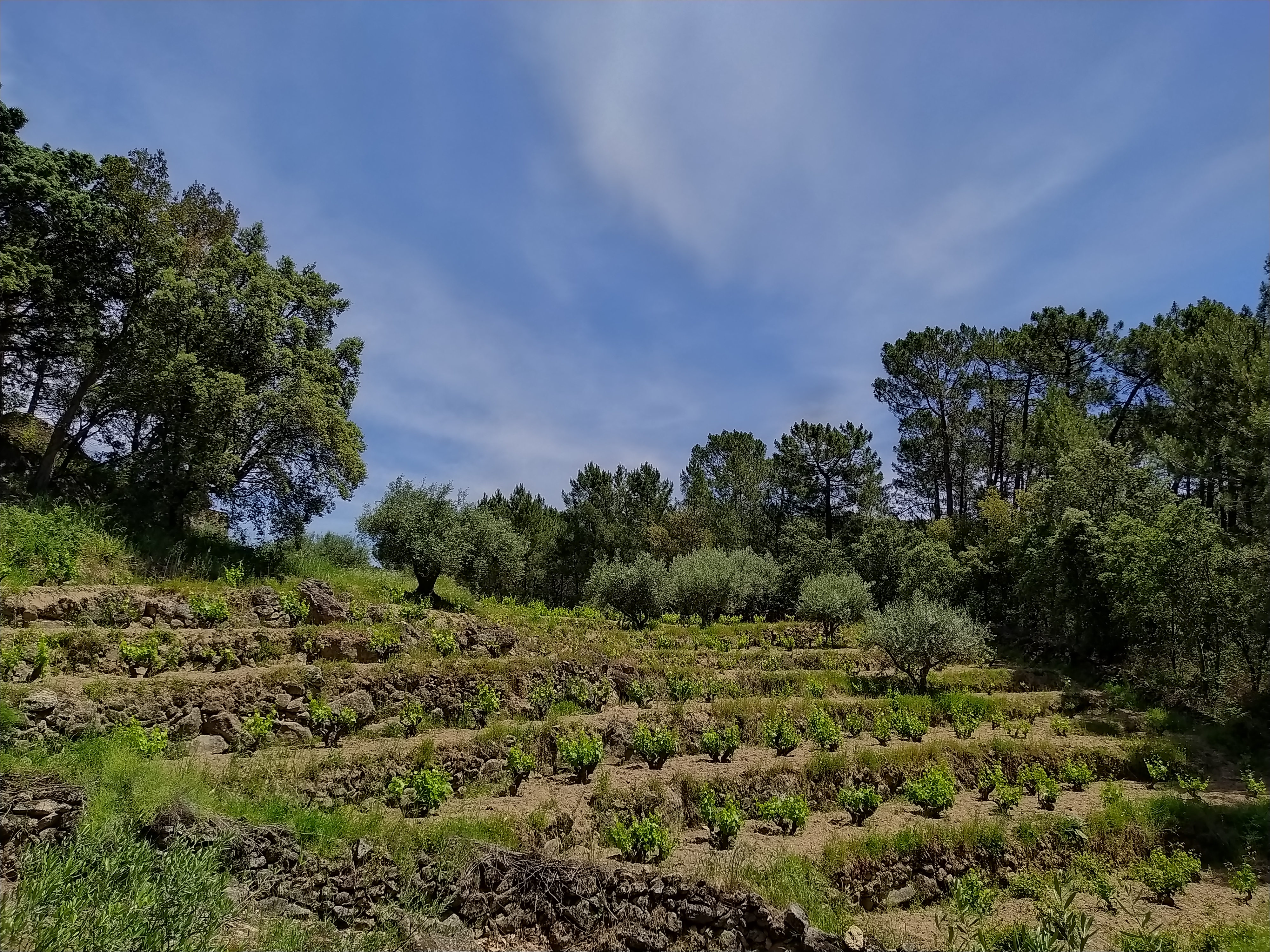
Viñedo en bancales en el Valle del Tiétar

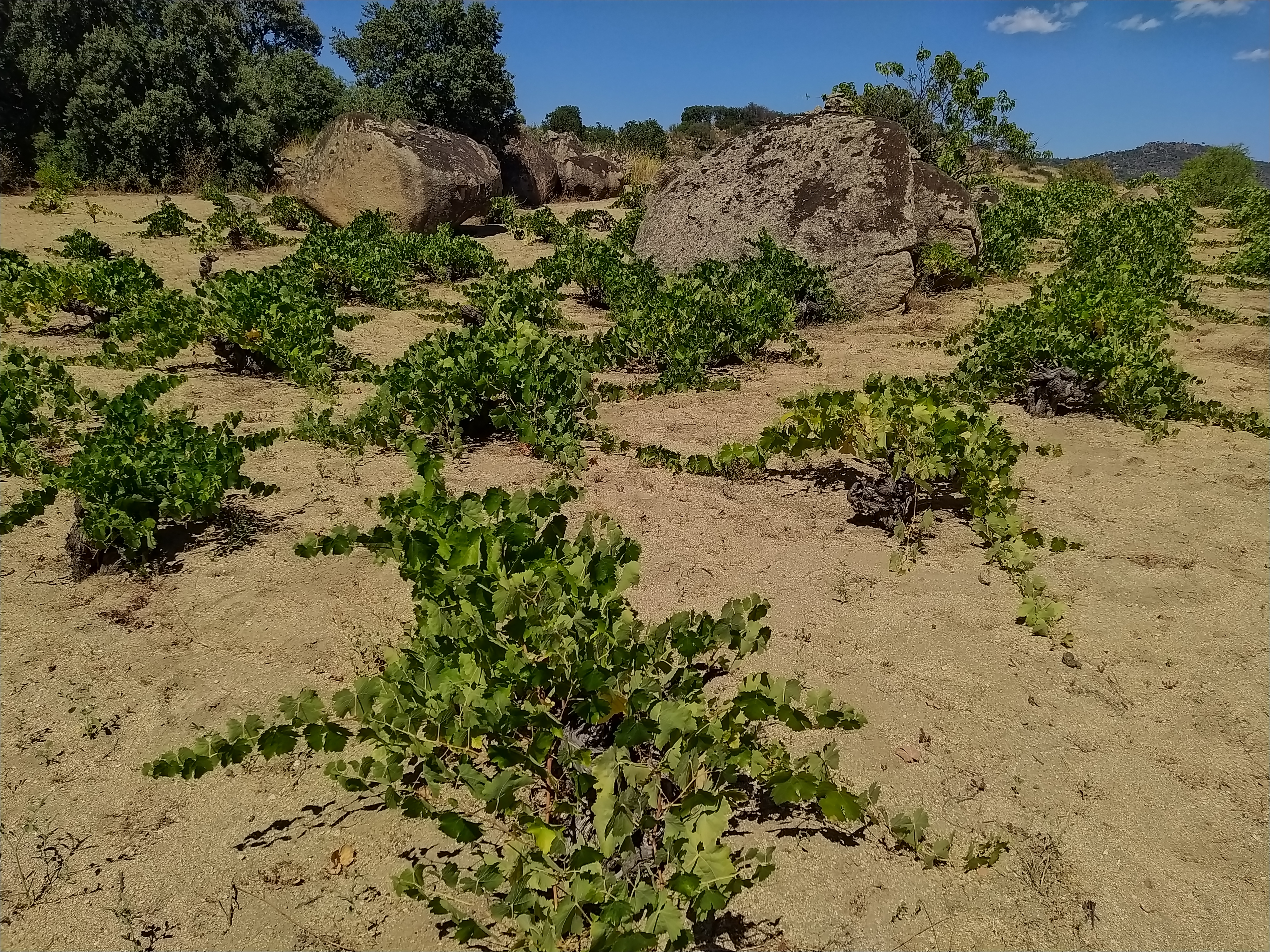
Viñedo de albillo real en Cebreros

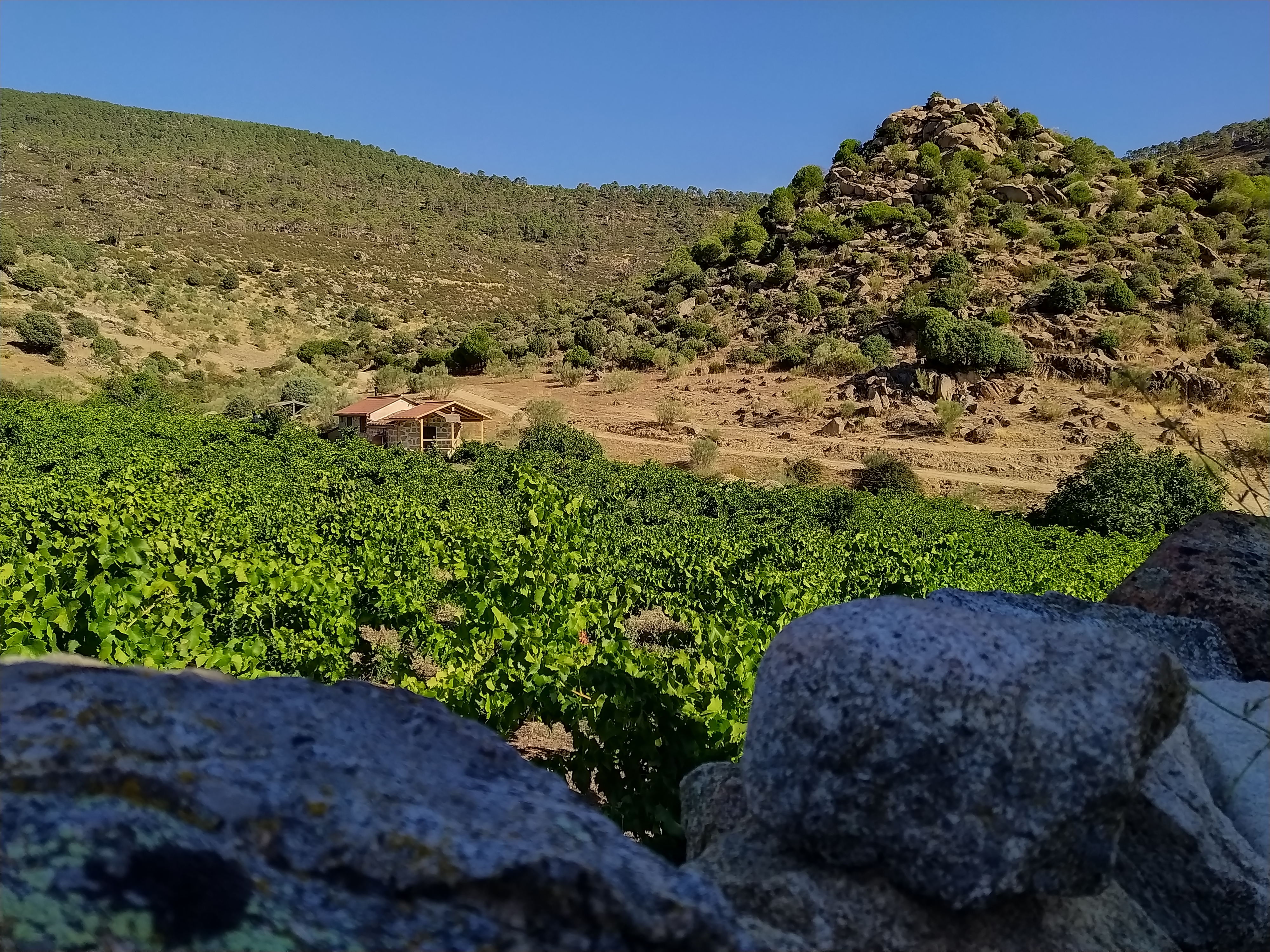
Viñedo de garnacha tinta en el municipio de El Barraco

## Historia
- La zona de estudio es conocida a lo largo de la historia por su tradición vitivinícola, con numerosas referencias sus vinos, elaborados históricamente con Garnacha y Albillo Real.
- Las primeras referencias escritas halladas en referencia al territorio y el vino datan del S. XIV.
- El siglo XVI es clave en el desarrollo vitícola de la zona, se exportan a Madrid y Ávila.
- Durante el S. XIX hay un incremento de superficie destinada a la elaboración de vinos tintos. Muestra de ello es la creación de la “Sociedad Vinícola Cebrereña”, llegó a tener caja de ahorros propia, biblioteca, cursos de formación en viticultura e incluso se hacían cargo de los gastos médicos.
- En 1909 llega la filoxera a la provincia de Ávila. Se trata de una de las últimas zonas en ser afectadas en la península. Hasta los años 60 del siglo pasado hubo viñedo en pie franco, debido al lento avance de la plaga en suelo arenoso.
- La pérdida de viñedo a causa de la filoxera, unido al éxodo masivo de población del medio rural hacia las ciudades, provoca una importante pérdida de superficie de viñedo, generalizada en todo el país.
- Como en toda la comunidad autónoma de Castilla y León ha sufrido una pérdida importante de potencial vitícola desde los años 70 del siglo pasado.
- En 1970 se crea el Estatuto de la Viña, del Vino y de los Alcoholes, desarrollado en el Reglamento 835/1972. En este se establecen las variedades autorizadas en el partido judicial de Cebreros: Garnacha y Albillo.
- En la Orden del 11 de diciembre de 1986 se delimita la Comarca Vitícola “Cebreros” autorizando el uso de la mención “Vino de la Tierra”.
- Esta figura de calidad es reconocida por la Comunidad Europea el 28 de junio de 1989.
- En mayo de 2017 es concedida la Protección Nacional Transitoria, publicándose el reglamento (Orden AYG/446/2017) en junio de este mismo año.
- La Comisión Europea aprueba la protección y el registro definitivo de la D.O.P. Cebreros en el mes de abril de 2019.

## El entorno

### Orografía
La zona delimitada como la D.O.P. «CEBREROS» se encuentra dentro del Sistema Central Ibérico y entre las cuencas de dos ríos: el Alberche y el Tiétar, tributarios del Tajo. El macizo oriental de la Sierra de Gredos es el accidente orográfico más importante de la zona, es el eje transversal que separa ambas cuencas. El río Alberche con sus arroyos y afluentes limitan la cara Norte, y en la vertiente Sur discurre el río Tiétar, ya lindando con la provincia de Toledo.

### Suelos
La zona delimitada como la D.O.P. "Cebreros", se encuentra dentro de la gran unidad geológica del Macizo Ibérico, en la zona Centroibérica. La zona está fuertemente marcada por la litología granítica, donde se asientan principalmente los viñedos, aunque existen otras áreas con otra litología donde también se han desarrollado viñedos, como zonas de depósitos cuaternarios, esquistos y rocas filonianas.

### Clima
El clima es mediterráneo, con influencia continental; se caracteriza por unos inviernos relativamente cortos y no muy fríos, los veranos son calurosos, largos y secos y el régimen pluviométrico escaso.
La pluviometría media anual, en las zonas donde se asienta el viñedo varía de 400 a 1000 mm. 
Estacionalmente las precipitaciones se concentran en otoño e invierno, aunque en el Valle del Tiétar las precipitaciones en primavera pueden
llegar a ser abundantes. Los meses más secos van de Junio a Septiembre.

## Variedades
Todos los vinos tintos y rosados deben de tener como mínimo un 95% de garnacha tinta y todos los vinos blancos son 100% albillo real.
Las variedades autorizadas por el Pliego de Condiciones de la D.O.P. Cebreros son:
- Variedades tintas: 
  - Principal: Garnacha tinta
  - Secundarias: Tempranillo, Garnacha tintorera
- Variedades blancas:
  - Principal: Albillo Real

## Factores humanos
- Durante siglos el ser humano ha ido seleccionando los terrenos, muchos de ellos por encima de 1000 metros de altitud sobre el nivel del mar.
- Las variedades principales utilizadas para la producción de vino son la Garnacha Tinta y el Albillo Real. A lo largo de la historia hay referencias a la adaptación de estas variedades al territorio.
- Los viñedos en la D.O.P. «CEBREROS» son longevos, el 94% de las cepas tienen más de 50 años y el 37% más de 80 años.

## Municipios
La D.O.P. Cebreros comprende los siguientes 35 municipios, todos ellos pertenecientes a la provincia de Ávila:
La Adrada, El Barraco, Burgohondo, Casavieja, Casillas, Cebreros, Cuevas del Valle, Fresnedilla, Gavilanes, Herradón de Pinares, Higuera de las Dueñas, El Hoyo de Pinares, Lanzahíta, Mijares, Mombeltrán, Navahondilla, Navalmoral, Navaluenga, Navarredondilla, Navarrevisca, Navatalgordo, Pedro Bernardo, Piedralaves, San Bartolomé de Pinares, San Esteban del Valle, San Juan de la Nava, San Juan del Molinillo, Santa Cruz de Pinares, Santa Cruz del Valle, Santa María del Tiétar, Serranillos, Sotillo de la Adrada, El Tiemblo, Villanueva de Ávila, Villarejo del Valle.

## Menciones en el etiquetado
Desde septiembre de 2020 con la modificación del Pliego de Condiciones se pueden utilizar las siguientes menciones siempre y cuando la uva proceda como mínimo en un 85% del área indicada:
- Sierra de Gredos
- Valle del Alberche
- Valle de Iruelas
- Valle del Tiétar
- Vino de Pueblo

## Bodegas
- 7 Navas (Navaluenga)
- 10 delirios (Navatalgordo)
- Ausín (Gavilanes)
- Bruma Ágrícola (Cebreros)
- Cható Gañán (Navahondilla)
- Comando G (Villanueva de Ávila)
- Daniel Ramos (El Tiemblo)
- Las Dehesillas (Cebreros)
- Don Juan del Águila (El Barraco)
- Huellas del Tiétar (Lanzahita)
- Nietos de Señora María (Navandrinal)
- Orly Lumbreras Viñador (Navalmoral de la Sierra)
- Las Pedreras (Villanueva de Ávila)
- Rico Nuevo Viticultores (Burgohondo)
- SotoManrique (Cebreros)
- Tierras de Cebreros (Cebreros)
- Pegaso Viñas Viejas (Cebreros)
- VDA Viticultores (Villanueva de Ávila)
- Viñadores de Gredos (Cebreros)